# Ņikita Koļesovs
Ņikita Koļesovs (25 de septiembre de 1996) es un futbolista letón que juega en la demarcación de defensa para el Alta IF de la Oddsenligaen.

## Selección nacional
Tras jugar con la selección de fútbol sub-17 de Letonia, la sub-18, la sub-19 y la sub-21, finalmente debutó con la selección absoluta el 9 de junio de 2017. Lo hizo en un partido de clasificación de la Copa Mundial de Fútbol de 2018 contra Portugal que finalizó con un resultado de 0-3 a favor del combinado portugués tras los goles de André Silva y un doblete de Cristiano Ronaldo.

## Clubes
| Club         | País    | Año         | Partidos | Goles |
| ------------ | ------- | ----------- | -------- | ----- |
| FK Ventspils | Letonia | 2015 - 2019 | 93       | 2     |
| FC Botoșani  | Rumania | 2019        | 3        | 0     |
| Alta IF      | Noruega | 2020 -      | 0        | 0     |

## Palmarés

### Campeonatos nacionales
| Título          | Club         | País    | Año  |
| --------------- | ------------ | ------- | ---- |
| Copa de Letonia | FK Ventspils | Letonia | 2017 |